# Lənkəran (district)
Lənkəran (ook geschreven als Lankaran) is een district in Azerbeidzjan.
Lənkəran telt 162.400 inwoners (01-01-2012) op een oppervlakte van 1540 km²; de bevolkingsdichtheid is 105 inwoners per km².
De stad Lənkəran is een eigen bestuurlijke entiteit (inzibati-ərazi vahidi) en maakt geen deel uit van het district; ze fungeert wel als hoofdstad voor het district.

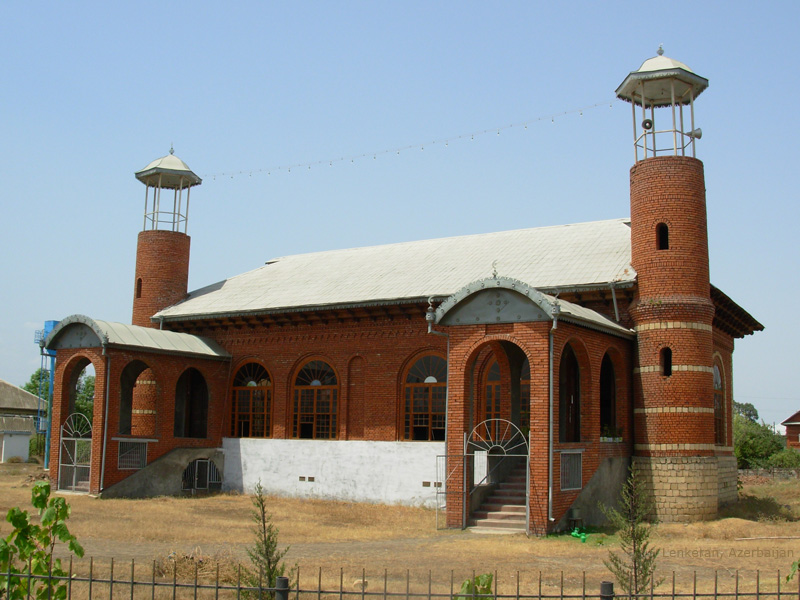